# Estação Santa Luzia (CTB)
A Estação Santa Luzia é uma das estações do Sistema de Trens do Subúrbio de Salvador, situada em Salvador, entre a Estação Calçada e a Estação Lobato. Localiza-se na Rua Voluntários da Pátria, no bairro de Santa Luzia do Lobato.
A estação foi inserida no projeto do VLT Metropolitano, cujos estudos foram financiados com 4,5 milhões de reais do Programa de Aceleração do Crescimento (PAC), especificamente como terminal do trecho Santa Luzia-Retiro, ligando o sistema do Subúrbio ao sistema metroviário pela Avenida San Martin.